# Серебряков Сергій Дмитрович
Сергій Дмитрович Серебряков (7 січня 1945, Горький, СРСР) — радянський хокеїст, нападник.

## Спортивна кар'єра
Вихованець горківського «Торпедо». Протягом семи сезонів захищав кольори київського «Динамо». Двічі був найрезультативнішим гравцем команди (1966, 1967). Після 1970 року очолював список бомбардирів київського клубу у вищій лізі — 53 голи. У складі студентської збірної СРСР здобував перемоги на Універсіадах 1966 і 1968 років.

## Статистика
| Сезон   | Клуб            | Ліга  | І  | Г  | П | О  | ШХ |
| ------- | --------------- | ----- | -- | -- | - | -- | -- |
| 1963-64 | «Динамо» (Київ) | перша | 25 | 4  | 5 | 9  |    |
| 1964-65 | «Динамо» (Київ) | перша | 10 | 6  | 1 | 7  | 2  |
| 1965-66 | «Динамо» (Київ) | вища  | 36 | 12 | 2 | 14 | 10 |
| 1966-67 | «Динамо» (Київ) | вища  | 39 | 19 | 3 | 22 | 30 |
| 1967-68 | «Динамо» (Київ) | вища  | 39 | 5  | 0 | 5  | 20 |
| 1968-69 | «Динамо» (Київ) | вища  |    | 4  |   |    |    |
| 1969-70 | «Динамо» (Київ) | вища  | 40 | 13 |   |    |    |